# Tổng Công ty Khí Việt Nam
Tổng Công ty Khí Việt Nam - Công ty Cổ phần (tên giao dịch quốc tế: PetroVietnam Gas Joint Stock Corporation, viết tắt: PV GAS) là một đơn vị thành viên chủ lực trực thuộc Tập đoàn Dầu khí Việt Nam hoạt động trong ngành công nghiệp khí, thành lập ngày 20 tháng 9 năm 1990.

## Hoạt động kinh doanh
Các ngành công nghiệp khí:
- Sản phẩm:
  - Khí khô
  - Khí dầu mỏ hóa lỏng (LPG)
  - Khí ngưng tụ (Condensate)
  - Khí thiên nhiên nén (CNG)
  - Khí thiên nhiên hóa lỏng (LNG)
  - Ống thép dầu khí
- Dịch vụ:
  - Vận chuyển khí và các sản phẩm khí
  - Thiết kế, xây dựng, lắp đặt, vận hành, bảo dưỡng, sửa chữa công trình khí
  - Dịch vụ kho cảng cho các dịch vụ xuất nhập khẩu khí
  - Cung cấp vật tư, thiết bị ngành khí
  - Bọc ống dầu khí

## Tổ chức
Trụ sở của PV GAS đặt tại Tầng 12, 12A, 14 và tầng 15, Tòa nhà PV GAS, số 673 đường Nguyễn Hữu Thọ, xã Phước Kiển, huyện Nhà Bè, Thành phố Hồ Chí Minh. Cơ cấu của Tổng Công ty bao gồm Đại hội đồng cổ đông, cơ quan điều hành, chi nhánh, các công ty con, các công ty liên kết.

## Lịch sử
- Ngày 20/9/1990, PV GAS được thành lập trên cơ sở Ban Quản lý Công trình Dầu khí Vũng Tàu với tên gọi ban đầu là Công ty Khí đốt và với chức năng, nhiệm vụ chủ yếu là thu gom, nhập khẩu, vận chuyển, tàng trữ, chế biến, phân phối, kinh doanh khí và các sản phẩm khí. Ngay sau khi được thành lập, PV GAS đã nhanh chóng tổ chức triển khai xây dựng hệ thống thu gom và sử dụng khí Bạch Hổ, hệ thống cơ sở hạ tầng đầu tiên của ngành công nghiệp khí.[3]
- Ngày 17/11/2006, PV GAS được chuyển đổi thành Công ty TNHH MTV Chế biến và Kinh doanh sản phẩm Khí.[3]
- Ngày 18/7/2007, Tổng Công ty Khí Việt Nam được thành lập trên cơ sở tổ chức lại Công ty TNHH MTV Chế biến và Kinh doanh sản phẩm khí và một số đơn vị kinh doanh Khí thuộc Tập đoàn Dầu khí Việt Nam.[3]
- Ngày 16/5/2011, PV GAS chuyển sang hoạt động theo mô hình công ty cổ phần.[3]

## Ban lãnh đạo (hiện nay)
- Chủ tịch HĐQT: Nguyễn Thanh Bình
- Tổng Giám đốc: Phạm Văn Phong
- Phó Tổng Giám đốc: Huỳnh Quang Hải
- Phó Tổng Giám đốc: Trần Nhật Huy
- Phó Tổng Giám đốc: Phạm Đăng Nam

## Danh hiệu
- Danh hiệu Anh hùng Lao động (năm 2016)[4]

## Giải thưởng
- Giải thưởng Thương hiệu Quốc gia (các năm 2016, 2018, 2020, 2022)[5][6]
- Giải thưởng Năng lượng bền vững (năm 2020)[7]
- Top 500 các doanh nghiệp lợi nhuận tốt nhất Việt Nam[8]
- Top 500 doanh nghiệp lớn nhất Việt Nam[9]
- Top 50 công ty niêm yết lớn nhất Việt Nam[10]
- Top 10 doanh nghiệp hoạt động hiệu quả nhất
- Top 10 doanh nghiệp có dịch vụ thương hiệu Việt xuất sắc
- Top 300 doanh nghiệp kinh doanh hiệu quả và có giá trị lớn nhất châu Á
- Top 50 công ty kinh doanh hiệu quả nhất Việt Nam (2019)
- Giải thưởng Sáng tạo Khoa học công nghệ Việt Nam (VIFOTEC) (4 công trình)
- Sách vàng Sáng tạo Việt Nam 2021 (2 giải thưởng)

Cùng một số giải thưởng khác...